# Phương trình vi phân Bernoulli
Trong toán học, một phương trình vi phân được gọi là phương trình vi phân Bernoulli khi nó có dạng
{\displaystyle y'+p(x)y=q(x)y^{n}}
với {\displaystyle n} là một số thực. Tùy vào các tác giả mà {\displaystyle n} có thể là số thực bất kì, hoặc là {\displaystyle n} phải khác 0 và 1. Phương trình này lần đầu tiên được đề cập trong một công trình của Jacob Bernoulli vào năm 1695, sau đó được lấy tên ông. Tuy nhiên, lời giải sớm nhất cho lớp phương trình này lại được công bố bởi Gottfried Leibniz, người đã công bố kết quả của ông cùng năm, và phương pháp giải này vẫn được sử dụng tới ngày nay.
Phương trình vi phân Bernoulli đặc biệt ở chỗ chúng là các phương trình vi phân phi tuyến luôn có nghiệm cụ thể. Một trường hợp đặc biệt của phương trình vi phân Bernoulli là phương trình vi phân hàm logistic.

## Trường hợpn=0{\displaystyle n=0}
Nếu {\displaystyle n=0}, phương trình Bernoulli có dạng:
{\displaystyle y'+p(x)y=q(x)}
Nếu q(x) = 0, thì đây là một phương trình vi phân tuyến tính cấp 1 thuần nhất.
Nếu q(x) ≠0, thì đây là một là phương trình vi phân tuyến tính cấp 1 không thuần nhất.

### Cách giải
2.1 Cách 1: Phương pháp thừa số tích phân:
Nhân 2 vế của (1) với thừa số {\displaystyle e^{P(x)}}
Ta được:  {\displaystyle e^{P(x)}y'+q(x)e^{P(x)}y=q(x)e^{P(x)}}
ta chú ý vế trái của phương trình sẽ thấy biểu thức ở vế trái chính là đạo hàm của tích số. Vậy ta viết lại phương trình (*) như sau:
{\displaystyle {\frac {d}{dx}}\left(e^{P(x)}y\right)=q(x)e^{P(x)}}
Lấy tích phân hai vế ta được:
{\displaystyle e^{Q(x)}y=\int p(x)e^{Q(x)}\,dx}
Vậy nghiệm tổng quát của phương trình (1) có dạng: {\displaystyle y=e^{-P(x)}\left(C+\int q(x)e^{P(x)}\,dx\right)}
Lưu ý: hàm p(x) là hệ số của y trong trường hợp hệ số của y' bằng 1.
2.2 Cách 2: Phương pháp Bernoulli (pp tìm nghiệm dưới dạng tích)
Từ cách thứ nhất, ta nhận thấy nghiệm của phương trình có dạng tích của hai hàm số. Vì vậy, ta sẽ tìm nghiệm của phương trình dưới dạng tích:{\displaystyle y=u(x)v(x)}
Ta có: {\displaystyle y'=u'v+v'u}
Thế vào phương trình ta có:{\displaystyle (u'v+v'u)+p(x)(uv)=q(x)}
Hay:  {\displaystyle (u'+p(x)u)v+v'u=q(x)(*)}
Phương trình (*) có tới 4 thông số chưa biết là u, v, u', v' nên không thể giải tìm u, v bất kỳ. Để tìm u, v thỏa mãn phương trình {\displaystyle (*)}, ta cần chọn u, v sao cho triệt tiêu đi 1 hàm chưa biết.
Muốn vậy, ta chọn u(x) sao cho  {\displaystyle u'+p(x)u=0(**)}
Ta dễ dàng tìm được hàm u(x) thỏa (**) vì (**) chính là phương trình tách biến. Khi đó:
{\displaystyle {\frac {du}{u}}=-p(x)dx\Rightarrow u(x)=Ce^{-\int p(x)\,dx}}
Chọn C = 1 ta có:{\displaystyle u(x)=e^{-\int p(x)\,dx}}
Như vậy ta tìm được hàm u(x) nên từ (*) ta sẽ có:
{\displaystyle v'={\frac {q(x)}{u(x)}}=q(x)e^{\int p(x)\,dx}\Rightarrow v(x)=\int q(x)e^{\int p(x)\,dx}\,dx+C_{1}}
Vậy, nghiệm tổng quát của phương trình (1) là:
{\displaystyle y=e^{-\int p(x)\,dx}\left(C+\int q(x)e^{\int p(x)\,dx}\,dx\right)}
2.3 Cách 3: Phương pháp Larrange (pp biến thiên hằng số)
Từ cách 2 ta thấy nghiệm phương trình có dạng {\displaystyle y=u(x)v(x)} với u(x) là nghiệm phương trình (**) – đây là phương trình vi phân tuyến tính thuần nhất cấp 1.
Do vậy, giải phương trình vi phân tuyến tính thuần nhất cấp 1 ta tìm được: {\displaystyle u(x)=Ce^{-\int p(x)\,dx}}
Mà công thức nghiệm tổng quát của phương trình (1) lại là: {\displaystyle y=e^{-\int p(x)\,dx}v(x)} chỉ sai khác so với u(x) ở chỗ thế hằng số  C bằng hàm cần tìm v(x).
Do vậy, ta chỉ cần tìm nghiệm tổng quát của phương trình thuần nhất, sau đó thay hằng số C bằng hàm cần tìm v(x) sẽ giải được bài toán. Vậy:
Bước 1: giải phương trình tuyến tính thuần nhất cấp 1 liên kết với phương trình (1):
Nghiệm tổng quát của phương trình thuần nhất có dạng:
{\displaystyle y=Ce^{-\int p(x)\,dx}}
Bước 2: nghiệm tổng quát của phương trình tuyến tính không thuần nhất (1) có dạng:
{\displaystyle y=e^{-\int p(x)\,dx}v(x)}
Ta có:{\displaystyle y'=v'e^{-\int p(x)\,dx}-v(x)p(x)e^{-\int p(x)\,dx}}
Thế vào phương trình ta có:
{\displaystyle v'e^{-\int p(x)\,dx}-v(x)p(x)e^{-\int p(x)\,dx}+p(x)v(x)e^{-\int p(x)\,dx}=q(x)}
Suy ra: {\displaystyle v'=q(x)e^{\int p(x)\,dx}} . Từ đó tìm được v(x).
Nhận xét:
Trong 3 cách thì cách thứ 3 là cách mà ta không phải nhớ công thức như cách 1 và cách 2. Ngoài ra ở cách 3, trong bước 2 khi thế vào phương trình để tìm hàm v(x), ta luôn luôn khử được những gì liên quan đến v(x) và chỉ còn lại v'(x). Do đó, nếu khi thế vào mà ta không triệt tiêu được v(x) thì nghĩa là hoặc ta thế sai, hoặc ở bước 1 ta đã giải sai. Điều này sẽ giúp các bạn dễ dàng kiểm tra các bước giải của mình và kịp thời phát hiện sai sót
3. Phương trình Bernoulli:
Phương trình Bernoulli là phương trình có dạng tổng quát:{\displaystyle y'+p(x)y=q(x)y^{n}}
Cách giải:
Nhân 2 vế của phương trình cho {\displaystyle (1-n)y^{-n}} Ta có:
{\displaystyle (1-n)y'y^{-n}+(1-n)p(x)y^{1-n}=(1-n)q(x)}
Khi đó, ta đặt: {\displaystyle u=y^{1-n}} . Ta có: {\displaystyle u'=(1-n)y^{-n}y'}
Thế vào phương trình (4′) ta có:  
{\displaystyle u'+(1-n)p(x)u=(1-n)q(x)}
Phương trình này chính là phương trình tuyến tính với u là hàm theo biến x. Từ đây ta giải theo những cách ở trên 